# ラヴ・オン・ザ・ビート
『ラヴ・オン・ザ・ビート』（Love on the Beat）は、セルジュ・ゲンスブールが1984年に発表したアルバム。

## 解説
ゲンスブールのアルバムとしては初めて、アメリカで録音された。デヴィッド・ボウイのアルバム『レッツ・ダンス』（1983年）に影響を受けて制作されたアルバムで、レコーディングでは同作に参加したスタン・ハリスンやシムズ・ブラザーズを起用しており、ミックス・ダウンは『レッツ・ダンス』が録音されたニューヨークのパワー・ステーション・スタジオで行われた。ジャケットの撮影はウィリアム・クラインによる。
娘のシャルロットとのデュエットによる「レモン・インセスト」は、シングル・カットされて全仏2位に達した。

## 収録曲
特記なき楽曲はセルジュ・ゲンスブール作詞・作曲。
1. ラヴ・オン・ザ・ビート - "Love on the Beat" - 8:04
2. エンジェルの死 - "Sorry Angel" - 3:57
3. フン・フン・フン (疑問と恐怖) - "Hmm Hmm Hmm" - 2:50
4. 大胆なキッス - "Kiss Me Hardy" - 4:25
5. ノー・コメント - "No Comment" - 5:09
6. 風変わりな少年 - "I'm the Boy" - 4:28
7. 雌犬のハーレイ - "Harley David (Son of a Bitch) " - 3:01
8. レモン・インセスト - "Lemon Incest" (Serge Gainsbourg, Frédéric Chopin) - 5:12

## 参加ミュージシャン
- セルジュ・ゲンスブール - ボーカル
- ビリー・ラッシュ - ギター、ベース、ドラムス・プログラミング
- ラリー・ファスト - シンセサイザー・プログラミング
- スタン・ハリスン - サックス
- ジョージ・シムズ - バッキング・ボーカル
- スティーヴ・シムズ - バッキング・ボーカル
- シャルロット・ゲンスブール - ボーカル(on 8.)